# 한명윤
한명윤(1977년 9월 6일 ~)은 OB 베어스의 전 야구 선수다. 성남고등학교를 졸업했다.

## 같이 보기
- 1998년 OB 베어스 시즌